# Midtre Svartdalspiggen
De Midtre Svartdalspiggen is een berg behorende bij de gemeente Lom en Vågå in de provincie Oppland in Noorwegen. De berg, gelegen in Nationaal park Jotunheimen, heeft een hoogte van 2060 meter en maakt onderdeel uit van de bergkam Svartdalspiggen.
De Midtre Svartdalspiggen is onderdeel van het gebergte Jotunheimen.